# 1853 (numero)
Milleottocentocinquantatré (1853) è il numero naturale dopo il 1852 e prima del 1854.

## Proprietà matematiche
- È un numero dispari.
- È un numero composto da 4 divisori: 1, 17, 109, 1853. Poiché la somma dei suoi divisori (escluso il numero stesso) è 127 < 1853, è un numero difettivo.
- È un numero semiprimo.
- È un numero nontotiente in quanto dispari e diverso da 1.
- È un numero palindromo e un numero ondulante nel sistema posizionale a base 15 (838).
- È esprimibile come somma di due quadrati: 1853 = 1369 + 484 = 372 + 222.
- È un numero di Harshad nel sistema numerico decimale, cioè è divisibile per la somma delle sue cifre.
- È un numero di Ulam.
- È un numero congruente.
- È un numero malvagio.
- È un numero intero privo di quadrati.
- È parte delle terne pitagoriche (172, 1845, 1853), (872, 1635, 1853), (885, 1628, 1853), (1020, 1547, 1853), (1853, 5796, 6085), (1853, 15696, 15805), (1853, 100980, 100997), (1853, 1716804, 1716805).

## Astronomia
- 1853 McElroy è un asteroide della fascia principale del sistema solare

## Astronautica
- Cosmos 1853 è un satellite artificiale russo.